# Prosperidad
Prosperidad ist eine philippinische Stadtgemeinde in der Provinz Agusan del Sur. Sie hat 82.631 Einwohner (Zensus 1. August 2015).
Prosperidad ist der Sitz der Provinzregierung von Agusan del Sur. In der Gemeinde befindet sich ein Campus der Philippine Normal University.

## Baranggays
Prosperidad ist politisch unterteilt in 32 Baranggays.
| - Aurora - Awa - Azpetia - Poblacion (Bahbah) - La Caridad - La Suerte - La Union - Las Navas - Libertad - Los Arcos - Lucena | - Mabuhay - Magsaysay - Mapaga - New Maug - Napo - Patin-ay - Salimbogaon - Salvacion - San Joaquin - San Jose - San Lorenzo | - San Martin - San Pedro - San Rafael - San Salvador - San Vicente - Santa Irene - Santa Maria - La Perian - La Purisima - San Roque |